# Никифоров, Александр Леонидович
Алекса́ндр Леони́дович Ники́форов (28 апреля 1940, Москва — 29 сентября 2023) — советский и российский философ

. Специалист в области логики, теории познания и философии науки. Главный научный сотрудник Института философии РАН, доктор философских наук, профессор. Автор книг и учебников по философии и логике.

## Биография
В 1962—1967 годах окончил философский факультет МГУ им. М. В. Ломоносова. В 1970 году защитил кандидатскую диссертацию по логике («Проблема истины и закона в методологии науки»), а в 1983 году — докторскую диссертацию по специальности «онтология и теория познания» («Основные тенденции развития современной буржуазной „философии науки“»).
Со 2 ноября 2012 по 31 августа 2017 входил в состав диссертационного совета Д 501.001.37 МГУ имени М. В. Ломоносова, Философский факультет по специальности 09.00.01 — Онтология и теория познания (филоские науки).
Научную деятельность совмещал с преподаванием: читал курсы лекций по логике, диалектическому материализму, по теории познания и философии науки на философском факультете МГУ, в Институте иностранных языков[уточнить], Московском городском педагогическом университете, МВТУ, МОПИ, в Академии экономики и права[уточнить] и других учебных заведениях.
А. Л. Никифоров известен также как переводчик философской литературы с немецкого и английского языков. Им переведены на русский язык классические работы Г. Фреге, А. Тарского, Р. Карнапа, О. Нейрата, К. Поппера, Г. Кюнга, Я. Хинтикки, А. Н. Уайтхеда, П. Фейерабенда, Т.Куна, А. Данто и др.[уточнить]

## Награды
- Победитель конкурса «Толмач 2019» в номинации «Врезки» к статьям Википедии «Совесть», «Истина» и «Прагматизм»[5].

## Основные работы
За время своей научной деятельности опубликовал более 200 научных работ, в том числе 12 монографий. Статьи были также опубликованы в журналах США, Китая и европейских стран.
- От формальной логики к истории науки. М., 1983.
- Философия как личный опыт // Заблуждающийся разум? Многообразие вненаучного знания / сост. и ред. И. Т. Касавин. М., 1990.
- Словарь по логике. М.: Владос, 1997 (в соавторстве).
- Книга по логике. М.: Гнозис, 1995. — 224 c. — ISBN 5-7333-0430-8.
- Философия науки: история и методология  (недоступная ссылка с 16-05-2013 [4444 дня] — история). М.: Дом интеллектуальной книги, 1998.
- Природа философии. Основы философии. М.: Идея-Пресс, 2001. — ISBN 5-7333-0020-5.
- Философия и история науки. М., Идея-Пресс, 2008.
- Структура и смысл жизненного мира человека. — М.: Альфа-М, 2012. — 280 с. — ISBN 978-5-98281-313-8.
- Философия для любознательных / Ин-т филос. РАН. — М.: КноРус, 2018. — 162 с.

В книге «Философия для любознательных» простым общедоступным языком рассказывается о философии: о природе философии, о её основных проблемах, встающих в новой форме в каждую эпоху, о различных решениях этих проблем, предложенных мыслителями разных эпох и стран, об основных разделах философии. Цитата из главы 11 «Смысл человеческой жизни»:
Субъективный смысл индивидуальной жизни есть та наиболее общая интенция, которой подчинены действия человека на протяжении всей или значительной части его жизни... Часто цель оказывается довольно-таки расплывчатой, поэтому психологи предпочитают говорить о мотивах, побуждающих и сопровождающих деятельность. Эти мотивы-цели часто обозначают одним общим термином «интенция».
- Журнал «Erkenntnis» («Познание»). Избранное. Пер. с нем. М., Идея-Пресс, 2007.
- Кюнг Г. Онтология и логический анализ языка. Пер. с нем. М., Дом интеллектуальной книги, 1999.
- Гудмен Н. Факт, фантазия и предсказание. Пер. с англ. — Гудмен Н. Способы создания миров. М., Праксис, 2001.
- Поппер К. Предложения и опровержения. М., АСТ, 2008.
- Лакатос И. История науки и её рациональные реконстркуции. Пер. с англ. — Кун Т. Структура научных революций. М., АСТ, 2001.
- Данто А. Аналитическая философия истории. Пер. с англ. М., Идея-Пресс, 2002.
- Фейерабенд П. Против метода. Пер. с англ. М., АСТ, 2007.
- Фейерабенд П. Наука в свободном обществе. Пер. с англ. М., АСТ, 2009.
- Кун Т. После «Структуры научных революций». Пер. с англ. М., АСТ, 2014.